# إيمي كينغ
إيمي كينغ (بالإنجليزية: Amy King)‏ هي كاتِبة وشاعرة أمريكية، ولدت في 3 أغسطس 1971.